# آن ميت بيدرسن
آن ميت بيدرسن (بالدنماركية: Anne Mette Pedersen)‏ مواليد 25 أكتوبر 1992، هي لاعبة كرة يد دانمركية تلعب كجناح أيمن. مثلت منتخب الدنمارك لكرة اليد للسيدات.

## سجل المنافسة
شاركت في البطولات التالية:
- بطولة العالم لكرة اليد للسيدات 2015

## روابط خارجية
- آن ميت بيدرسن على موقع الاتحاد الأوروبي لكرة اليد (الإنجليزية)